# Sân bay Piešťany
Sân bay Piešťany (IATA: PZY, ICAO: LZPP) là một sân bay ở thị xã Piešťany, Slovakia.

## Các hãng hàng không và tuyến bay
Tại thời điểm năm 2008, không có chuyến bay thường lệ, chỉ có các chuyến bay thuê bao ở sân bay này.